# Regnier Gemma Frisius

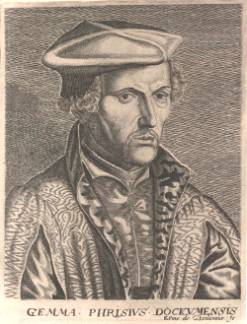
Gemma Frisius según un grabado del realizado por E. de Boulonois

Regnier Gemma Frisius (Dokkum, Frisia, 9 de diciembre de 1508 - Lovaina, Brabante, 25 de mayo de 1555) fue un astrónomo y matemático neerlandés, famoso por su habilidad en la construcción de instrumentos de medida y por las teorías que elaboró, que fueron de ayuda a la navegación marítima. Frisius era nativo de la región costera de Frisia (Países Bajos) y, por esta razón, se puede explicar el sobrenombre latinizado de Frisius que, normalmente, en el castellano de la época, suele encontrarse como apodo, Gemma el Frisio. En la actualidad Gemma es uno de los eminentes astrónomos de la antigüedad que posee su nombre asociado a un cráter de la Luna.

## Biografía
Como era costumbre en la época, Regnier Gemma adoptó el nombre latinizado de Frisius cuando empezó su vida escolar. Se sabe que sus padres fueron pobres y ambos murieron cuando él era aún un crío. Fue abandonado en un orfanato y allí quedó lisiado. Su madrastra le llevó un día al altar de San Bonifacio en Dokkum cuando Gemma tenía 6 años, y tras este suceso, aumentó de peso y las piernas poco a poco empezaron a soportar su peso, por lo que todos creyeron que fue un milagro. Es posible que este comienzo tan azaroso en su vida le convirtiera en una persona frágil y de aspecto débil.
Cuando asistía a la escuela Gemma dio muestras de avidez en el conocimiento y fue destacando hasta que ya mayor, en 1526 en Groninga accede a la Universidad de Lovaina. Como su madrastra no podía costear este deseo de Gemma, consiguió una beca para estudiar Medicina en la Universidad procedente de una institución de ayuda a los estudiantes pobres: Lily College. Al acabar sus estudios de Medicina permaneció en Lovaina con la intención de continuar estudiando matemática y astronomía. Pronto destacará como un gran teórico en los Países Bajos y obtendrá una plaza de profesor de medicina y matemáticas en la Universidad de Lovaina. 
En 1533 Gemma publica una edición extendida de la Cosmographia y obtiene por ello un moderado beneficio económico. Por esta época conoce al que será amigo y colaborador Gaspard van der Heyden, un afamado constructor de instrumentos científicos. El trabajo publicado en la Cosmographia interesó a muchos gobiernos y sirva como ejemplo que el embajador de Polonia le invitó a la corte para que trabajara con Copérnico. Finalmente Gemma declinó esta invitación permaneciendo en Lovaina.
En 1534 Gemma Frisius empezó a enseñar cómo construir un globo cartográfico de la Tierra a uno de sus avanzados pupilos llamado Gerardus Mercator. Entre los dos y con la estrecha colaboración de van der Heyden construyeron un globo terráqueo en 1536 y años después un globo celeste. Ambos globos se hicieron bajo el amparo del emperador Carlos V. 
Tras la elaboración de estos dos globos se empezó a dedicar a la medicina, trabajando tanto como profesor y como practicante asistiendo a enfermos. Es muy posible que trabajara en Lovaina hasta el fin de sus días.

## Obra

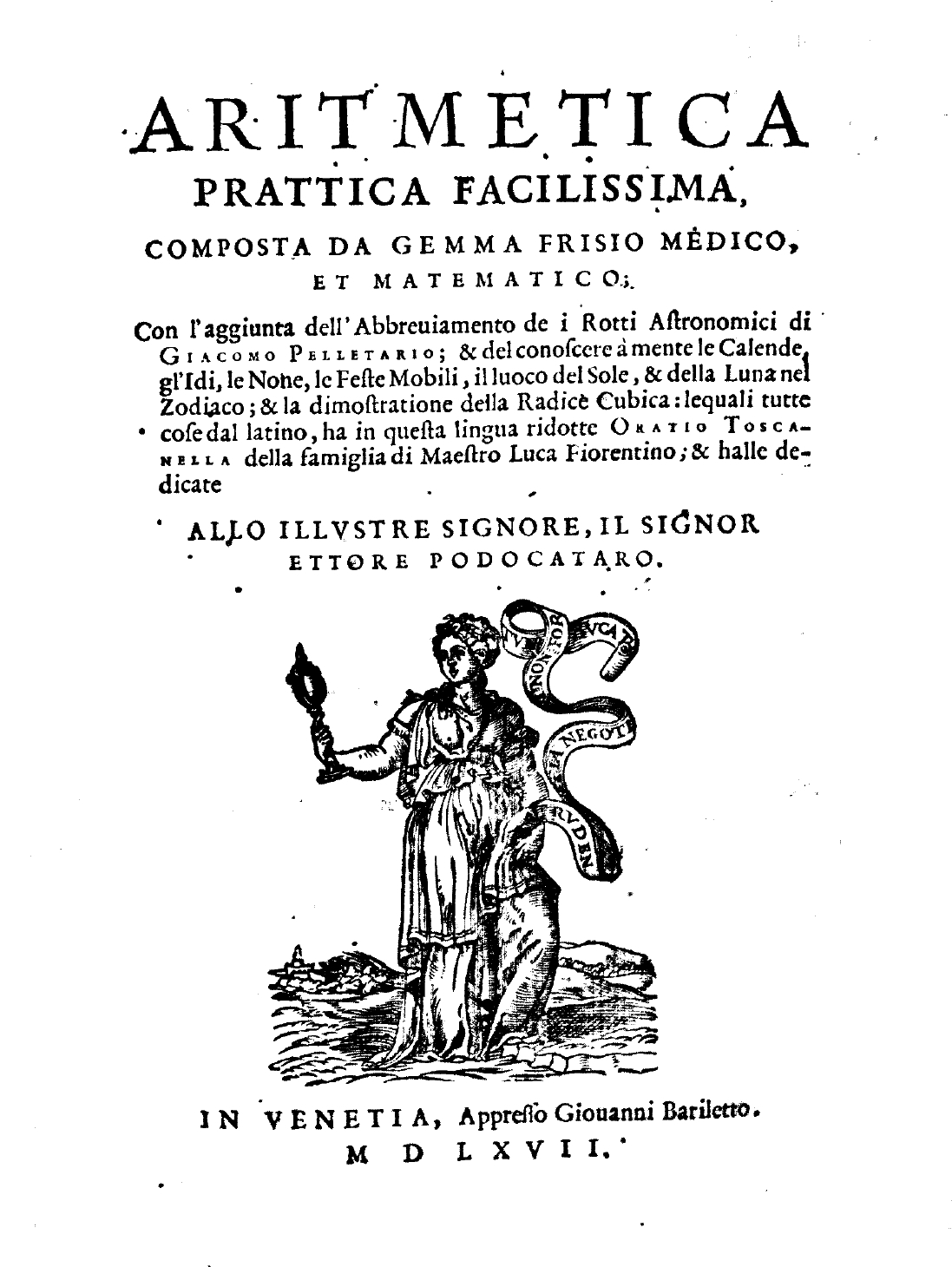
Aritmetica prattica facilissima, 1567

El trabajo de Gemma Frisius se destaca por la aplicación de la trigonometría a los problemas astronómicos y de cartografía. Se puede decir que es uno de los primeros en Europa en comprender la potencia obtenida de la trigonometría procedente de los astrónomos árabes. 

### Cartografía
En cartografía es de destacar la elaboración de dos globos: uno terráqueo y el otro celeste allá por los años 1536.

### Astronomía y navegación
La Cosmographia (1533) incluye un pequeño libelo donde hace descripciones detalladas de cómo emplear la trigonometría en la localización de los barcos en el mar y de lugares. Se basa para ello en la triangulación y la propone como un método muy preciso. 

### Gnomónica
Gemma hizo importantes avances en gnomónica y publicó un tratado denominado Tractatus de Annulo Astronomicae en el que describe un instrumento que él mismo denomina "anillo astronómico" empleado como cuadrante. Nunca se menciona como inventor del mismo y describe el modo de empleo siempre mencionando a su amigo van der Heyden.

## Eponimia
- El cráter lunar Gemma Frisius lleva este nombre en su memoria.

- Datos: Q455406
- Multimedia: Gemma Frisius / Q455406